# Zhu Jun
Jun Zhu (kinesiska: 朱骏), född den 28 oktober 1966 i Shanghai i Kina, är en kinesisk industriman och affärsman. Han är mest känd för att ha grundat och är ordförande i det NASDAQ-noterade The9 Limited. Det är en onlinespelsoperatör mest känd för att ha haft licens att använda och distribuera World of Warcraft i Kina, men företaget har också haft licens för Guild Wars, Hellgate: London, FIFA Online 2 med mera. Jun Zhu är också känd för att vara ägare och ordförande i den kinesiska fotbollsklubben Shanghai Shenhua.